# しなまゆ
しなまゆは、2011年に東京都立川市で結成された日本のポップバンド。所属レコード会社はフォーライフミュージックエンタテイメント。2020年2月にベースのウエノハラが脱退、バンド名をOh my!に変更した。

## メンバー
- モリユイ
ボーカル・作詞担当。1994年2月2日生まれ。好きなものは、ネオン・シャボン玉・ソリティア・オムライス・モンハン・美少女。
- タクマ
ギター担当。1994年2月25日生まれ。好きなものは、深海生物・グミ・ハイチュウ・ゾンビ。
- ウエノハラ
ベース担当。1993年7月16日生まれ。好きなものは、ムーミン・水玉・飲むヨーグルト・布団。2020年02月01日脱退。

### サポートメンバー
基本サポートドラマーが入った四人編成。ライブによりサポートキーボードが入る。
- ヨーコ(from ロマンス＆バカンス、シャンシャンず)

キーボード担当。「Regret」のミュージックビデオにおにぎりを渡す役で出演している。
- さかたる(from ラヴミーズ,synsavan)

ドラム担当。2015年04月09日 原宿アストロホール公演からライブでドラムを担当している。「not yet」のミュージックビデオにドラムで、「Regret」のミュージックビデオに旗を渡す役で出演している。
- つのけん(from GOOD BYE APRIL)

ドラム担当。2018年02月03日 下北沢Queからライブでサポートドラムを担当。しなまゆUnplugged tour 2018〜Living Room〜ではカホンを担当。
- ゆっか(from チロル)

ドラム担当。2018年07月01日 「水の都 昭島まちあそびフェスティバル」でサポートドラムを担当。
- 中野陸(from グッバイ・サム/sesta)

ドラム担当。2018年10月6日 名古屋 新栄「RIZE UP CIRCUT2018」、同年10月7日 大阪「MINAMI WHEEL 2018」でサポートドラムを担当。尚、『地球最後の夜に』のMusic Videoではタイトルとバンド名の毛筆文字を担当している。
- 大野達哉(from stellafia)

ドラム担当。2019年01月15日 柏PALOOZAからライブでサポートドラムを担当。
- ウツミエリ(from Mariner Valley Cruise)

ドラム担当。2019年02月01日 渋谷GUILTYでサポートドラムを担当。Oh my!以降のサポートドラムも担当。

### 元サポートメンバー
- ひけぽん

ドラム担当。2015年03月18日 下北沢ReG公演まで約2年半の間、ライブでドラムを担当していた。アルバム「まえならえ」の2曲目に収録されている「チャイニーカンフーセンセーション！」では「お弟子さん」の一人として名前がクレジットされている。

## バンド名の由来
とあるスタジオの店員に「お前らみんな眉毛ないなー」と言われ、そのフレーズが妙に残ったことがきっかけ。「まゆなし」を並べ替えて「しなまゆ」となった。

## 来歴
- 2009年夏、モリユイとタクマ中心でバンドを結成。
- 2011年6月、ウエノハラがバンドに参加。正式にバンド「しなまゆ」を結成。
- 2012年4月、自主制作盤CD「子供のうちに」を発売。
- 2012年4月6日、プチレコ発企画ライブ「第二次ナタデココ戦争」を立川Heart Beatで開催。
- 2012年12月16日、自主制作盤CD「泣いちゃ、いやよ」を発売。
- 2013年8月2日、しなまゆ初のワンマンライブ「YATSUZAKI!!」を渋谷ルイードK2で開催。
- 2013年11月、自主制作盤CD「ハイブリッド」を発売。
- 2013年12月26日、しなまゆワンマンライブ「チームあわてんぼうプレゼンツ サキドリ!!」を原宿アストロホールで開催[6][7]。
- 2014年5月、モリユイがミュージカル「あの頃僕らはペニーレインで」で主演[8]。
- 2014年7月9日、メジャーデビューシングル「ストロベリーフィールズ」リリース[9]。
- 2014年10月5日、NACK5 にてモリユイがパーソナリティを担当するラジオレギュラー番組「しなまゆのユイ音楽工房」の放送開始[10]（※2015年9月27日に放送終了）。
- 2014年12月17日、メジャー1st Album「まえならえ」リリース[11]。プロデューサーにNAOKI-T、tasuku、守尾崇を起用。
- 2014年12月26日、しなまゆワンマンライブ「第2回 チームあわてんぼうプレゼンツ サキドリ!!」を原宿アストロホールで開催[12]。
- 2015年6月、しなまゆ初のライブツアー「高度33,000フィートで行く! 気持ちなツアー!」を敢行[13]。東名阪を含む全8ヶ所でライブをおこなう。
- 2015年9月30日、テレビ神奈川の音楽番組「MUTOMA」の1コーナーでメンバーがレギュラー出演する「しなまゆの南武線ドミネーション」の放送開始[14]（※2016年3月30日に放送終了）。
- 2015年10月、「tvk MUTOMA『南武線ドミネーション番宣ツアー』」を敢行[15]。全12ヶ所でライブをおこなう。
- 2015年10月28日、南こうせつ、イルカ、太田裕美、名倉七海、しなまゆといったベテランから新人までが参加した童謡集「あからんくん」リリース[16]。
- 2016年2月25日、しなまゆ4か月連続企画ライブ「E-ヲンナ ～如月の変～」を渋谷eggmanで開催。
- 2016年3月25日、しなまゆ4か月連続企画ライブ「E-ヲンナ ～花月の変～」を渋谷eggmanで開催。
- 2016年3月9日、ミニアルバム「ヘンシン」リリース[17]。プロデューサーにいしわたり淳治、渡邊忍を起用。
- 2016年4月25日、しなまゆ4か月連続企画ライブ「E-ヲンナ ～卯月の変～」を渋谷eggmanで開催。
- 2016年5月13日、しなまゆ結成5周年企画のワンマンライブ「第2次ナタデココ戦争」を立川Heart Beatで開催。
- 2016年5月25日、しなまゆ4か月連続企画ライブ「E-ヲンナ ～皐月の変～」を渋谷eggmanで開催。
- 2016年9月16日、しなまゆワンマンライブ「E-ヲンナ ～しなまゆの変?～」を渋谷WWWで開催。
- 2016年10月9日、MINAMI WHEEL 2016(大阪)に出演。[18]
- 2016年10月19日、配信限定シングル「まだ言わない」リリース[19]。ミュージックビデオにはモデルの越智ゆらのが出演。
- 2016年11月、東名阪ライブツアー「いい湯だなツアー」を開催。ツアー日程は11月17日 HeartLand（名古屋）・11月18日 club vijon（大阪）・11月24日 渋谷eggman（東京[20]: w/ EARNIE FROGs / vivid undress / TWEEDEES)の全3ヶ所。
- 2016年11月23日、配信限定シングル「Contour」リリース[21]。
- 2016年12月9日、しなまゆ企画ライブ「E-ヲトコ『OTTの変＠歌舞伎町』」を新宿レッドクロスで開催。
- 2017年7月26日、アルバム「クランク・イン!」リリース[22]。
- 2017年7月28日、「レコ発記念 しなまゆ "いい湯だな　ツアー2017"」を渋谷eggmanを皮切りに全12公演で開催。
- 2017年9月17日、配信限定シングル「陽だまりの子」リリース[23]。
- 2017年9月17日、「しなまゆ全曲やるよっ! ワンマン」をMt.RAINIER HALL SHIBUYA PLEASURE PLEASUREにて開催[24]。
- 2017年10月25日、THE WORDS TOWN WEDNESDAY＃10～Boy Meets Girl From Far East Song Writers～@テラステーブル(神田錦町テラススクエア２F )。出演:GOOD BYE APRIL/しなまゆ/ハイエナカー(村瀬みなと) with Special Guest:CHOCCO(from 北京)/イシタミ(ariel makes gloomy)[25]。
- 2018年3月29日、THE WORDS TOWN＃14@THE SHOJIMARU。出演:木原龍太郎(ex オリジナルラブ) / GOODBYE APRIL / しなまゆ / 朿恩あい / 折原ちひろ[26]。
- 2018年4月22日、「しなまゆUnplugged tour 2018〜Living Room〜」を全8公演で開催。[27]。
- 2018年12月17日、「しなまゆ Presents E-ヲンナ」を下北沢MOSAICで開催。出演はしなまゆ／BARBARS／チロル／GIVE ME OW[28]。
- 2019年7月9日、「しなまゆ presents “地球最後の夜に”リリース party「ネコちゃんワンちゃんいっぱいギュー!」」を渋谷GUILTYで開催。出演は しなまゆ / ベこの笹舟 / 初音[29]。
- 2019年8月20日、「Crahs presents WEEKDAY SUMMER FESTIVAL 2019 〜下北沢MOSAiC 15th Anniversary Special〜 」@下北沢MOSAiCに参加。しなまゆチャンネル登録者数が1000人越えるまでライブの封印を宣言。[30]。
- 2020年2月1日、「しなまゆからの大事なお知らせ」にて、ベーシスト、ウエノハラ脱退。[31]。
- 2020年2月21日、「しなまゆからの大事なお知らせ②」にて、バンド名をOh my!に変更。[32]。
- 2021年4月24日、しなまゆOfficial Web閉鎖。[33]。ディスコグラフィのみ、Oh my!オフィシャルサイトに引き継がれている。

## 作品

### 自主制作盤
|     | 発売日     | タイトル         | 規格品番 | 収録曲                                                                      |
| --- | ---------- | ---------------- | -------- | --------------------------------------------------------------------------- |
| 1st | 2012年4月  | 子供のうちに     |          | 1. 子供のうちに                                                             |
| 2nd | 2012年12月 | 泣いちゃ、いやよ | SNMY-001 | 1. スポンジ 2. 浮力 3. よこがお 4. フラミンゴ14世 5. 咀嚼 6. 子どものうちに |
| 3rd | 2013年11月 | ハイブリッド     | SNMY-002 | 1. ハイブリッド 2. リリカ 3. ミスト 4. ラブコメしたいの                     |

### シングル
|     | 発売日       | タイトル               | 規格品番  | 収録曲                                        |
| --- | ------------ | ---------------------- | --------- | --------------------------------------------- |
| 1st | 2014年7月9日 | ストロベリーフィールズ | FLCF-4463 | 1. ストロベリーフィールズ 2. リリカ 3. ミスト |

### 配信シングル
|     | 発売日         | タイトル                                           | 規格品番 | 収録曲                                                |
| --- | -------------- | -------------------------------------------------- | -------- | ----------------------------------------------------- |
| 1st | 2016年10月19日 | まだ言わない                                       |          | 1. まだ言わない                                       |
| 2nd | 2016年11月23日 | Contour                                            |          | 1. Contour                                            |
| 3rd | 2017年9月17日  | 陽だまりの子                                       |          | 1. 陽だまりの子                                       |
| 4th | 2019年7月9日   | ストロベリーフィールズ (20180616 acoustic version) |          | 1. ストロベリーフィールズ (20180616 acoustic version) |
| 5th | 2019年7月9日   | 地球最後の夜に                                     |          | 1. 地球最後の夜に                                     |

### アルバム
|     | 発売日         | タイトル         | 規格品番  | 収録曲 |
| --- | -------------- | ---------------- | --------- | --- |
| 1st | 2014年12月17日 | まえならえ       | FLCF-4480 | 1. Amie 2. チャイニーカンフーセンセーション! 3. Good-Choki-Paa! 4. ストロベリーフィールズ 5. Switch! 6. イエティ 7. 344 8. Twinkle Star 9. バイバイの時間 10. 1つだけ 11. 夢みたいだな |
| 2nd | 2017年7月26日  | クランク・イン！ | FLCF-4508 | 1. オレンジ 2. まだ言わない 3. Regret 4. Flower 5. Contour 6. grow 7. AとB 8. コスメティック 9. 好きな人 10. 君以外いらなくて                                                          |

### ミニアルバム
|     | 発売日       | タイトル | 規格品番  | 収録曲                                                                                    |
| --- | ------------ | -------- | --------- | ----------------------------------------------------------------------------------------- |
| 1st | 2016年3月9日 | ヘンシン | FLCF-4496 | 1. 恋をしている目をしている 2. not yet 3. サタデーフライト 4. ダンス社会人 5. Bambi 6. 傘 |

### 参加作品
| 発売日         | タイトル     | 規格品番  | 収録曲 |
| -------------- | ------------ | --------- | --- |
| 2015年10月28日 | あからんくん | FLCF-4489 | 1. あい / 太田裕美 2. いっぱい / 名倉七海 3. うた / 伊勢正三、太田裕美 4. えあ・ぎたー / 名倉七海 5. おにいちゃん / 我那覇美奈 6. かたおもい / 伊勢正三 7. きっすのあじ / 我那覇美奈 8. くさかんむり / 伊勢正三、太田裕美、 大野真澄、細井豊、モリユイ、ウエノハラ 9. けいきがいい / 細井豊 10. ことば / しなまゆ 11. さくら / 池田聡 12. しおこしょう / 伊勢正三、太田裕美 13. すし / SHINO from WORLD WONDERφ 14. せんせい / 名倉七海 15. そら / 伊勢正三、MICHIKA 16. たからもの / イルカ 17. ちきゅうぎ / 我那覇美奈 18. つき / 南こうせつ 19. てんさい / 伊勢正三 20. ともだち / 大野真澄 21. なみだ / 伊勢正三 22. にじ / イルカ 23. ぬれぞうきん / オプチミシン feat.MIKI-LOW 24. ねたふり / 細井豊 25. のんき / 伊勢正三、我那覇美奈 26. あからんくん。 / 伊勢正三、MICHIKA |

## 出演

### ミュージカル
- あの頃僕らはペニーレインで（2014年5月3日～5月6日）

### 朗読劇
- ことばと（KOTOBATO）第5回公演「ネコとAI（アイ）」（2017年11月25日～11月26日）@原宿ペニーレイン[34]
- ことばと（KOTOBATO）第6回公演「ネコとAI（アイ） 学園篇 ～銀河鉄道の夜より～」（2018年1月27日～1月28日）@原宿ペニーレイン[35]

### ラジオ
- しなまゆのユイ音楽工房（2014年10月5日～2015年9月27日）
  - NACK5 毎週日曜 23:00～23:30

### テレビ
- しなまゆの南武線ドミネーション（2015年9月30日～2016年3月30日）
  - テレビ神奈川 毎週水曜 24:00～24:30